# L'Allegro, il Penseroso ed il Moderato

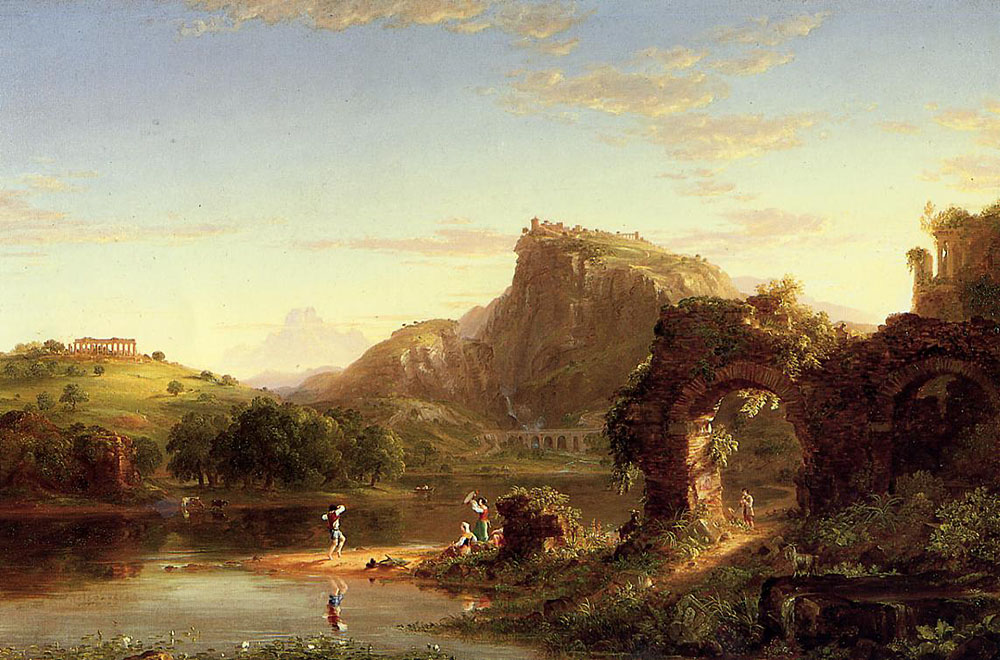
Cole Thomas L-Allegro

L'Allegro, il Penseroso ed il Moderato est une ode pastorale composée durant l'hiver 1740 par Georg Friedrich Haendel. Sa première production eut lieu le 27 février 1740 au Theater in Lincoln's Inn Fields à Londres.
Pendant l'hiver 1740, Londres connut le froid le plus terrible de son histoire : la Tamise fut complètement gelée pendant plusieurs semaines, et les théâtres durent fermer leurs portes quelque temps. Pour Haendel, ce fut une période de crise : c'en était fini de ses grandes années de compositeur d'opéras (rôle qu'il exerça dès son arrivée à Londres, en 1710), alors que ses plus beaux oratorios feraient leur apparition bien plus tard. Malgré tout, en l'espace de 17 jours, il créa son œuvre la plus prodigieusement inventive, la plus diversifiée et la plus typiquement anglaise – malgré son titre italien : L'Allegro, il Penseroso ed il Moderato. On en donna cinq représentations au Theater in Lincoln's Inn Fields, et le public y fut attiré avec la promesse d'y trouver un peu de chaleur.
Cette œuvre, unique dans les productions de Haendel, n'est ni un oratorio, ni un opéra, mais plutôt une grande ode pastorale, très proche dans sa forme d'Alexander's Feast, de Dryden, ou encore de l'Ode pour la Sainte-Cécile, plus courte. L'œuvre s'appuie sur deux poèmes allégoriques et complémentaires de John Milton, L'Allegro et Il Penseroso, réarrangés par le librettiste de confiance de Haendel, Charles Jennens, avec l'aide du philosophe et ami de Haendel, James Harris, qui suggéra d'entrelacer les poèmes afin de créer un débat imaginaire entre les deux personnages allégoriques.
L'Allegro ed il Penseroso (littéralement : l'Homme Gai et l'Homme Méditatif) sont les deux pôles de l'esprit humain : l'homme, tel un pendule, oscille d'un côté à l'autre. Bien que les deux caractères soient personnifiés et chantent en aria et en récitatif, ils ne sont pas définis, car ils oscillent entre le soprano, le ténor, et la basse, et ceci afin de clairement marquer les différentes personnifications de l'esprit. Le point essentiel de la troisième partie est de proposer une certaine réconciliation, rationnelle et caractéristique du XVIIIe siècle anglais, en joignant la modération (Il Moderato) à ces deux extrêmes.